# LAW SK 2
Der Verbrennungstriebwagen LAW SK 2 wurde 1934 von der Waggonfabrik Wismar für die Kleinbahn Leer–Aurich–Wittmund (LAW) gebaut. Der dieselmechanische Triebwagen hatte die Achsfolge B’2’.

## Geschichte
Der Triebwagen wurde in der Zeit bei der Kleinbahn Leer–Aurich–Wittmund mehrmals umnummeriert. So wurde er noch in den 1930er Jahren vom SK 2 zum T 2, wobei am Fahrzeug das SK für Schienenkraftwagen in der Form „S.K.“ mit Punkten nach den Buchstaben der Abkürzung angebracht war. 1942 erfolgte die erneute Umnummerierung zum T 1. 1950 wurde der Triebwagen in T 62 umgezeichnet.
1955 kam er mit gleicher Nummer zur Kleinbahn Hoya–Syke–Asendorf (HSA). 1963 fusionierte die Kleinbahn mit der Hoyaer Eisenbahn-Gesellschaft (HEG) zur Verkehrsbetriebe Grafschaft Hoya (VGH) und nahm den Triebwagen nach der Umspurung der Strecke Hoya–Syke von Meterspur auf Normalspur im Jahr 1965 außer Betrieb. 1967 wurde er verschrottet.

## Technische Ausstattung
Ein auf das Antriebsdrehgestell montierter Daimler-Benz-Motor vom Typ OM 67/3 mit 95 PS (70 kW) trieb die beiden sich darunter befindenden Treibachsen über ein mechanisches Mylius-Schaltgetriebe an. Der Triebwagen hatte eine Länge über Puffer von 10.955 mm, eine Breite von 2550 mm sowie 32 Sitzplätze und 10 Klappsitze. Das Antriebsdrehgestell hatte einen Achsstand von 1700 mm, das Laufdrehgestell hatte einen Achsstand von 1600 mm. Die Abgase des Motors wurden auf der Innenseite zwischen dem, beide Frontfenster trennenden, breiten Steg nach oben geführt. Auf der anderen Seite hatte die Front drei Fenster mit schmalen Stegen. Bereits 1935 erhielt er Schienenräumer an der Pufferbohlen, die später bei der Hoyaer Eisenbahn-Gesellschaft (HEG) entfernt wurden.
Nach einem 1951 erfolgten unfallbedingten Umbau erhielt er an der motorseitigen Stirnwand ein in Wagenfarbe gestrichenes Lüftungsgitter.
Von September 1957 bis Mai 1958 wurde in der Werkstatt der Steinhuder Meer-Bahn (StMB) in Wunstorf ein neuer Motor mit 145 PS (107 kW) unterflur in einem neu angeordneten Maschinenrahmen eingebaut. Dabei wurde das Lüftungsgitter durch ein Abdeckblech ersetzt. Einer Quelle zufolge erhielt er bei diesem Umbau die Achsfolge (1A)‘2‘, einer anderen Quelle zufolge die Achsfolge (1A)‘(A1)‘. Um den Maschinenrahmen anordnen zu können, musste der Wagenkasten höher gesetzt werden, indem die Drehzapfen mit entsprechenden Quertraversen tiefer angebracht wurden.